# Matang Serdang
Matang Serdang is een bestuurslaag in het regentschap Aceh Utara van de provincie Atjeh, Indonesië. Matang Serdang telt 1362 inwoners (volkstelling 2010).